# Юність (фільм, 1937)
«Юність» (рос. «Юность») — радянський драматичний художній фільм 1937 року, знятий на кіностудії «Мосфільм».

## Сюжет
Епізод громадянської війни. Час і місце дії — 1920 рік, Крим. Андрій Шаган, старший син рибалки, мобілізований в армію Врангеля, переходить на бік більшовиків. Йому вдається заховати пораненого комісара Власова в рибальському будиночку батька. Виконуючи чергове завдання комісара, Андрій гине від бандитської кулі. Його молодший брат Ванютка, сестра Дуняша і батько продовжують справу Андрія. Доставляючи зброю і боєприпаси солдатам, які перейшли на бік червоних, Ванютка і старий рибалка Шаган потрапляють в полон до Врангеля і героїчно гинуть, підірвавши гранатою себе та своїх ворогів.

## У ролях
- Іван Агейченков — Шаган, старий рибалка
- Семен Свашенко — Андрій Шаган, матрос, син рибалки
- Віктор Смирнов — Ванютка
- Євгенія Мельникова — Дунька, дочка рибалки
- Яків Риков — Власов, підпільник
- Іван Бобров — Федір Чистов, солдат
- С. Келесіді — Осман, солдат
- В. Мєтлов — бородатий солдат
- Сергій Прянишников — Блінов, унтер-офіцер
- Микола Рибников — полковник
- Гурій Усольцев — Рокенбах
- Ісма Богатов — Ахметка
- Михайло Заяїцький — Гришка
- А. Трушин — поручик

## Знімальна група
- Режисер — Леонід Резниченко
- Сценарист — Ніна Нечволодова
- Оператор — Анатолій Солодков
- Композитор — Євген Жарковський
- Художник — М. Тягунов